# Крестный путь (фильм, 1990)
«Крестный путь» (латыш. «Krustceļš», англ. «Homeland») — латвийский советский документальный фильм 1990 года режиссёра Юриса Подниекса.

## Сюжет
Фильм рассказывает о пути народа Латвии к независимости.
Большое место уделено Празднику песни, нынешнему и досоветских времён. Интервью с участниками прежних Праздников песни. Архивные кадры из истории Латвии: времён независимости, нацистской оккупации и периода в составе СССР. Съёмки в посёлке Нижний Булан в Сибири, где живут потомки сосланных и депортированных латышей. Перезахоронение на родине некоторых «сибирских» латышей. История создания крестов в Литве. Дебаты в латвийском парламенте. Просоветские митинги и митинги с требованием независимости. Принятие «Декларации о восстановлении государственной независимости Латвийской Республики».

## Съёмочная группа
- Режиссёр — Юрис Подниекс
- Помощник режиссера — Александр Демченко (приз Большой Кристап)
- Сценарист — Юрис Подниекс
- Операторы — Юрис Подниекс, Андрис Слапиньш, Гвидо Звайгзне
- Композитор — Мартиньш Браунс
- Монтаж — Антра Цилинска

## Призы
- Приз «Большой Кристап» СК Латвии — за лучший документальный фильм года (1991).
- МКФ социальных документальных фильмов во Флоренции — главный приз (1991)[2].

## Крестный путь. Послесловие
В январе 1991 года съёмочная группа Юриса Подниекса снимала столкновения в Вильнюсе и Риге. Во время событий в Риге были убиты операторы группы Андрис Слапиньш и Гвидо Звайгзне. Съёмки этих событий потом будут смонтированы в получасовой фильм «Крестный путь. Послесловие» (латыш. «Pēcvārds», англ. «Homeland. Post Scriptum»).

«Подниекс догнал Слапиньша уже у Бастионной горки. Когда он только вбежал на мостик, то понял, что попал под перекрёстный огонь. В десятке метров от него этот же огонь сразил милиционера, Юрис видел, как тот рухнул, это был Сергей Кононенко. На его глазах подстрелили десятиклассника Эди Риекстиньша, и тот раненый, тащился в сторону мостика. В это время Юрис увидел Андриса, спрятавшегося за деревом со стороны Бастионной горки.
Он стоял, прислонившись плечом к стволу, и снимал происходящее у МВД. Это было старое дерево в полтора метра толщиной, у камеры светился красный огонёк индикатора, но виден он был только сзади. Юрис подбежал к нему, хотел что-то сказать, и в это время раздался выстрел. Это была снайперская пуля, которая попала Андрису прямо в сердце. Похоже, метились с близкого расстояния. Андрис стал падать, успев осознать, что с ним произошло.

Последнюю минуту его жизни сохранила камера Подниекса: вместе с отчаянным криком Юриса: „Maitas!… Pagaidi, Andri!“ слышен хрип самого Андриса: „Снимай меня…“»— Татьяна Фаст. «Юрис Подниекс. Легко ли быть идолом?» (Глава 14. — «Это стреляли в меня…»)